# Брегман, Соломон Леонтьевич
Соломон Леонтьевич Брегман (1895 — 1953) — советский государственный деятель, фигурант дела ЕАК.

## Биография
С 1908 по 1919 портной-гладильщик на предприятиях и мастерских в Екатеринославе. В 1911 вступил в профсоюз кожевников. В 1912 вступил в РСДРП(б). Во 2-й половине 1930-х годов — председатель ЦК профсоюза, затем секретарь Всесоюзного центрального совета профессиональных союзов (ВЦСПС). 
26 января—10 февраля 1934 года делегат XVII съезда ВКП(б).
26 июня 1940 года принял указ, запрещавший переход рабочих с одного предприятия на другое без разрешения, вводивший 8-часовой рабочий день и 7-дневную педелю. За опоздания на работу и прогулы предусматривались наказания — от штрафа до тюремного заключения. Как сторонник жёстких мер был назначен заместителем министра государственного контроля РСФСР. 28 января 1949 арестован по делу ЕАК, и вместе с другими арестованными членами ЕАК был обвинён в антисоветской, националистической и шпионской деятельности. Сначала отрицал свою вину, но после применения незаконных методов дознания — «сознался», однако к концу предварительного следствия отказался от показаний. Погиб от пыток в начале января 1953 (или в конце 1952) в Бутырской тюрьме. 3 июня 1953 дело в отношении Брегмана определением Военной коллегии Верховного суда СССР было прекращено в связи со смертью подсудимого. В 1955 решением КПК при ЦК КПСС был посмертно реабилитирован и восстановлен в КПСС.

## Публикации
- Брегман С. Л. Выборы в Верховный совет СССР и профсоюзы. — Москва: изд. и тип. Профиздата, 1937.